# オーランド・ランスドルフ
オーランド・ランスドルフ(Orlando Lansdorf、1965年 - 2021年3月6日)は、スリナム系オランダ人のドラァグクイーンであり、オランダでメディアの注目を集めたHIV 活動家だった。
ランスドルフはスリナムのパラマリボで生まれた。彼はオランダのヴェーゲルに引っ越した。 ランズドルフは、レズビアンの母親を持つ2 人の子供の父親だった。 1990 年代、彼は HIV の意識を高め、セーフ・セックスを促進するパフォーマンス・グループである Safe Seks Guerrilla で活動した。その後、彼自身がHIV陽性であると診断された。彼はアムステルダムのゼーダイク通りにあるカフェ・マンチェでバーテンダーとして働いていた。ランスドルフは 2021年 3月 6日に 55 歳で睡眠中に亡くなった。